# Bastia Soprana
Bastia Soprana è un castello in rovina che sorgeva su una collinetta a circa un chilometro a est del centro storico di Sassello, in provincia di Savona.

## Storia e descrizione
Il castello fu eretto nella seconda metà del XIII secolo da Branca Doria, quest'ultimo autoproclamatosi Signore di Sassello, sul luogo dove sorgeva già una torre di avvistamento a difesa dell'originario abitato di Sassello che si sviluppava su una collinetta posta in un'ansa del rio Sbruggia.
Il castello fu in seguito completamente distrutto insieme all'abitato di Sassello che fu successivamente ricostruito più a valle nella posizione attuale.
Del castello rimangono pochi ruderi costituiti da brandelli di mura del corpo centrale, da un piccolo ambiente sotterraneo in gran parte interrato e dalla torre circolare che ancora oggi svetta tra la vegetazione, in precarie condizioni di conservazione.